# Midvaal
Midvaal (officieel Midvaal Local Municipality; Afrikaans: Midvaal Plaaslike Munisipaliteit) is een gemeente in het Zuid-Afrikaanse district Sedibeng.
Midvaal ligt in de provincie Gauteng en telt 95.301 inwoners. Het is historisch een vrij dunbevolkt gebied met als voornaamste kern het stadje Meyerton.
Binnen de provincie Gauteng is deze gemeente te situeren ten zuiden van de grote steden Johannesburg en Pretoria. Door de grote economische expansie in de nabijheid van deze steden groeit het inwonersaantal in de gemeente Midvaal zeer snel.    
De gemeenten vormen de onderste laag uit de politieke bestuursstructuur in Zuid-Afrika, maar naar Nederlandse en Belgische normen zijn deze gemeenten vrij grote gebieden. Zo heeft de gemeente Midvaal een grotere oppervlakte dan pakweg de Nederlandse provincie Utrecht of de Belgische provincie Waals-Brabant.
Uit de resultaten van de census 2011 blijkt dat het Afrikaans als thuistaal bij 30,2% van de inwoners de grootste taal is in Midvaal op de voet gevolgd door het Zuid-Sotho (27,3%). Verder volgen het Engels (13,7%) en het Zulu (11,5%). Midvaal is daarmee de enige lokale gemeente in de provincie Gauteng, en bij uitbreiding van het hele oostelijke deel van Zuid-Afrika, waar de Afrikaanssprekenden nog de grootste taalgroep vormen. In de dichter bevolkte grootstedelijke gemeenten als Johannesburg en Pretoria (Tshwane) wonen er absoluut bekeken weliswaar grotere aantallen Afrikaanssprekers dan te Midvaal, maar het Afrikaans is er op gemeentelijk niveau niet de dominante taal.
Bij de gemeenteraadsverkiezingen van 18 mei 2011 won de Democratische Alliantie het te Midvaal overtuigend van het ANC wat, gezien het overwicht van de zwarte bevolkingsgroep, uitzonderlijk is in de noordoostelijke helft van Zuid-Afrika. Bij de landelijke verkiezingen in mei 2019 bleek de Democratische Alliantie te Midvaal de grootste partij met 42% van de stemmen tegenover 38 % voor het ANC. Bij de landelijke verkiezingen van 2024 haalde de DA bij het Midvaalse kiespubliek zelfs een volstrekte meerderheid van 54 % en viel de ANC-steun er terug tot 23 %.

## Hoofdplaatsen
Het nationaal instituut voor de statistiek, Stats SA, deelt sinds de census 2011 deze gemeente in in 11 zogenaamde hoofdplaatsen (main place):
Alberton • Evaton • Hartebeesfontein • Mamello • Meyerton • Midvaal NU • Nooitgecht • Randvaal • Vaal Marina • Vereeniging • Walkerville.